# Желите ли да постанете Дадовац
Желите ли да постанете Дадовац је позоришна представа коју је режирао Кокан Младеновић према комаду М. Геџића и К. Биџића.
Премијерно приказивање било је 27. децембра 2008. године у позоришту ДАДОВ а постављањем представе прослављен је 50. рођендан омладинског позоришта ДАДОВ.
Представа на духовит начин представља историјат трајања позоришта.

## Радња
У току трајања представе кроз поигравање и пародију на популарне квизове знања и преживљавања се бира „најбољи од најбољих” дадоваца за нови век.

## Улоге
| Лица | Глумци             |
| ---- | ------------------ |
|      | Дејан Младеновић   |
|      | Немања Милутиновић |
|      | Милан Марић        |
|      | Милица Гојковић    |
|      | Марија Манојловић  |
|      | Милена Живановић   |